# Ernst Schwanhold
Ernst Schwanhold (* 5. Dezember 1948 in Osnabrück) ist ein deutscher Politiker der SPD. Er war von Februar bis Juni 2000 Minister für Wirtschaft und Mittelstand, Technologie und Verkehr des Landes Nordrhein-Westfalen im Kabinett Clement I und vom Juni 2000 bis November 2002 Minister für Wirtschaft und Mittelstand, Energie und Verkehr im Kabinett Clement II.

## Leben und Beruf
Schwanhold studierte Verfahrenstechnik Chemie mit dem Abschluss Diplomingenieur. Bis 1990 war er Prokurist und Betriebsleiter in einem mittelständischen Unternehmen.
Nach seinem Ausscheiden aus dem Ministeramt (ins Kabinett Steinbrück wurde er nicht berufen) war er zunächst als Unternehmensberater tätig. Von März 2004 bis Mai 2008 stand er als Bereichsleiter dem „Kompetenzzentrum Umwelt, Sicherheit und Energie“ des Chemiekonzerns BASF vor und übernahm bis zum Eintritt in den Ruhestand am 31. Dezember 2008 weitere BASF-Projekte.
Er ist Mitglied der IG BCE, der Arbeiterwohlfahrt und diverser sozialer und kultureller Vereine.

## Partei
Schwanhold ist seit 1972 Mitglied der SPD. Er war unter anderem acht Jahre SPD-Vorsitzender in Osnabrück.

## Abgeordneter
Schwanhold war von 1990 bis 2000 Mitglied des Bundestages. Bei den Wahlen von 1990 und 1994 zog er über die Landesliste der SPD Niedersachsen ins Parlament ein und 1998 gewann er das Direktmandat im Wahlkreis Stadt Osnabrück. In der 13. Wahlperiode war er Vorsitzender der Enquete-Kommission „Schutz des Menschen und der Umwelt“; 1995 bis 1998 war er wirtschaftspolitischer Sprecher der SPD-Fraktion und Mitglied des Fraktionsvorstandes sowie vom 27. September 1998 bis zum 22. Februar 2000 (in der Zeit des Kabinetts Schröder I) einer der sieben stellvertretenden Vorsitzenden der SPD-Bundestagsfraktion (Liste hier).